# خورخي مونيوث
خورخي مونيوث (بالإسبانية: Jorge Muñoz Luna)‏ هو لاعب كرة قدم تشيلي في مركز الهجوم، ولد في 1961 في ليناريس ‏ في تشيلي. لعب مع ريال مايوركا.